# سایبریا
سایبریا (انگلیسی: Syberia) یک بازی ویدئویی در سبک ماجراجویی گرافیکی است که توسط مایکرویدس در ژانویه ۲۰۰۲، برای پلت‌فرم‌های مایکروسافت ویندوز، اکس‌باکس، و پلی‌استیشن ۲  ساخته و منتشر شده‌است. نسخه‌ای سازگار شده از این بازی بعدها برای ویندوز موبایل، اندروید، اکس‌باکس ۳۶۰، پلی‌استیشن ۳، مک‌اواس، آی‌اواس و نینتندو سوئیچ در دسترس قرار گرفت. شخصیت اصلی این بازی خانم کیت واکر است.
بازی با واکنش‌های مثبتی از سوی منتقدان همراه بود و یک موفقیت تجاری به‌شمار می‌رفت و توانست تا پایان سال ۲۰۰۵ بیش از پانصد هزار نسخه به فروش برساند. موفقیت‌های این بازی سبب ساخت دو دنباله اصلی تحت نام‌های سایبریا ۲ (۲۰۰۴) و سایبریا ۳ (۲۰۱۷) شد.